# KIF2C
KIF2C‏ (Kinesin family member 2C) هوَ بروتين يُشَفر بواسطة جين KIF2C في الإنسان.
البروتين المُشفّر بواسطة هذا الجين ينتمي إلى عائلة بروتينات الكينيسين الشبيهة، ويحتوي على بنى موقعية شائعة لإنزيم ATPase، مثل حلقة P، والمفتاح 1، والمفتاح 2. معظم بروتينات هذه العائلة محركات جزيئية تعتمد على الأنابيب الدقيقة، تنقل العضيات داخل الخلايا وتحرك الكروموسومات أثناء انقسام الخلايا. يعمل هذا البروتين على تنظيم ديناميكيات الأنابيب الدقيقة في الخلايا، وهو مهم لانفصال الكروموسومات في الطور الانفصالي، وقد يكون ضروريًا لتنسيق بداية انفصال السنترومير الشقيق.